# Siège d'IJsselstein (1482)
Querelle des Hameçons et des Cabillauds (1350-1490)
Batailles
Siège d'IJsselstein (1482)
Le Siège d'IJsselstein a eu lieu entre le 26 août et le 16 septembre 1482 lors de la guerre du Sticht ou guerre de la Principauté, une phase de la guerre des Hameçons et des Cabillauds. 

## Situation
En décembre 1481, Engilbert de Clèves est arrivé dans la ville d'Utrecht et devenu rapidement, ruwaart et protecteur des Terres d'Utrecht en contrepartie et en tant que successeur de David de Bourgogne. En 1482, quelques villes et villages de l'hinterland de Sticht se sont opposés au parti de Clèves, Engilbert a donc mené son armée à travers la région dans un périple de pillage, il atteint Naarden et a mis Amerongen partiellement au pas.
Pendant des années, il y a eu des hostilités entre les villes d'Utrecht et Ijsseltstein, car cette dernière était à l'origine une colonie fondée par l'évêque d'Utrecht. Plus tard, la ville allait s'orienter dans une politique pro-hollandaise. De plus, les seigneurs de Montfoort rivalisaient avec les seigneurs d'Egmont-IJsseltstein. 

## Siège
Le 26 août, les utrechtois menés par Montfoort et le Ruwaard de Clèves ont attrapé la garniture pour Ijsselstein avec environ 4000 soldats. Le premier plan était de prendre la ville de vitesse, mais il a été décidé de scinder les forces en trois divisions. Une division s'est installée sur la route qui conduit à Lopik (côté sud-ouest de la forteresse), la deuxième division s'est installée derrière l'Ijsseldijk et le dernier groupe a investi le monastère cistercien et a fortement avancé vers la ville d'IJsseltstein. Dans les jours suivants, le pistolet Utrecht composé de grands Thunderbus Ijsseltstein a pris feu, les dégâts étaient faibles et les citoyens de l'Ijsseltstein ont fait une défaillance de la ville, dans laquelle les deux parties ont perdu des membres. Chaque jour, il y avait des escarmouches et des combats entre les défenseurs de la cité et les soldats d'Utrecht. Le 31 août, Reynier Van Broeckhuyen est arrivé d'Utrecht avec des Vendelts et 2000 mercenaires de Clèves renforçant le siège. Maintenant que l'armée de Clèves était renforcée, les Utrechtois pensaient ainsi conquérir la ville rapidement, mais les mercenaires nouvellement arrivés pensaient qu'ils étaient venus pour piller et que ce n'était pas dans leur intention d'assiéger des villes. Cela a provoqué des troubles dans les camps alliés, celui d'Utrecht comme dans celui de Clèves.
À Schoonhoven, Frédéric d'Egmont, seigneur d'Ijsseltstein, était alors occupé à rassembler des troupes. Le 16 septembre, il marche sur la place assiégée, les soldats de Clèves rompent le siège, laissant 150 morts derrière eux.
Il s'agit d'une troupe de 8 000 hommes qui a été recrutée et menée conjointement par Joost de Lalaing et Frédéric d'Egmont dont un groupe armé hollandais dirigé par Witman van Swindrecht, bailli de Zuid-Holland. Sur le chemin, cette armée a été renforcée avec 4 000 mercenaires à pied et environ 300 cavaliers dont les nobles Guillaume de Croÿ, comte de Solre et le maréchal Jean de Salazar parmi eux. Profitant que le siège était levé, il a été décidé d'attaquer le château de Vronestein (nl), siège qui a été interrompu quelques jours après. Ensuite, les troupes se sont avancées vers un bloc de maisons sur le Vaart où est survenue une deuxième bataille à Vreeswijk, qui fut une victoire. Après cela, le groupe s'est dispersé, chacun suivant sa propre route.

## Conséquences
Après la fin du siège, une réunion a été organisée à Bois-le-Duc, où les deux évêques ont pu mettre leurs revendications sur la table. Les deux n'arrivant pas à s'entendre, Engilbert de Clèves continue ses raids sur Wageningue et Rhenen. Alors que de Clèves était loin d'Utrecht, David de Bourgogne a réussi à reprendre la ville d'Utrecht. Peu de temps après, les partisans de de Clèves reprennent le contrôle de la ville et exposent David de Bourgogne sur une charrette à fumier. Maximilien d'Autriche est alors intervenu à Utrecht et a levé le siège d'Utrecht. Après des négociations, un traité de paix a été signé, qui a marqué la fin de la guerre du Sticht. 

## Sources
- (nl) Cet article est partiellement ou en totalité issu de l’article de Wikipédia en néerlandais intitulé « Beleg van IJsselstein (1482) » (voir la liste des auteurs).